# Z1 Battle Royale
Z1 Battle Royale is een computerspel ontwikkeld en uitgegeven door Daybreak Game Company. Het battle-royalespel is uitgekomen op 28 februari 2018 voor Windows en op 7 augustus 2018 voor PlayStation 4.
Het spel was voorheen ook bekend onder de titels H1Z1 en H1Z1: King of the Kill.

## Ontwikkeling
Ontwikkeling van het spel startte nadat het originele spel (H1Z1) werd verdeeld in twee afzonderlijke projecten begin 2016. In februari 2018 werd H1Z1 officieel uitgebracht als free-to-play-spel voor Windows. Het kwam in augustus van dat jaar ook beschikbaar voor de PlayStation 4.
Een maand later werd de ontwikkeling overgedragen aan spelontwikkelaar NantG Mobile, die het project terugdraaide tot een versie uit 2017, en het spel heeft hernoemd naar Z1 Battle Royale.
In oktober 2017 werd de "H1Z1 Pro League" aangekondigd, een samenwerking tussen spelontwikkelaars Daybreak Games en Twin Galaxies, om een aangepaste versie voor e-sport te ontwikkelen waarmee spelers in wedstrijdvorm spelen.

## Gameplay
Z1 Battle Royale is een battle-royalespel waarin tot honderd spelers tegen elkaar strijden om als laatste over te blijven in het spel. Men kan kiezen om alleen te spelen, als een duo, of in groepen van vijf spelers.
Men start de wedstrijd door met een parachute op een willekeurige plek in de wereld te landen. Na de landing kan de speler ervoor kiezen om zichzelf te verdedigen, het actief jagen op andere spelers, of door te verschuilen. In de spelwereld zijn verschillende voorwerpen te vinden, zoals medicijnen, uitrusting en wapens.
In het verloop van het spel wordt de speelbare omgeving steeds kleiner gemaakt. Hierdoor worden spelers geforceerd tot een confrontatie met elkaar.